# Кашине Казино е Белведере (Бергамо)
Кашине Казино е Белведере је насеље у Италији у округу Бергамо, региону Ломбардија.
Према процени из 2011. у насељу је живело 48 становника. Насеље се налази на надморској висини од 178 м.